# Tuř
Obec Tuř se nachází v okrese Jičín, kraj Královéhradecký. Žije zde 131 obyvatel.

## Historie
První písemná zmínka o obci pochází z roku 1368.

## Obecní správa
V letech 1880–1910 a v letech 1960–1990 k obci patřil Butoves.
Součástí obce Tuř byla i vesnice Hubálov, která se 1. října 2019 stala součástí města Jičín.

## Pamětihodnosti
- Socha svatého Jana Nepomuckého

## Osobnosti
- Josef Tvrdý (1877–1942),  český filozof